# 니븐 상수
정수론에서 니븐 상수(Niven constant)는 이반 니븐(Ivan Niven)의 이름을 따서 이름붙여진 수학 상수이다.
양의 정수 n에 대하여, {\displaystyle H(n)}을 n의 소인수분해에 나타나는 가장 큰 지수를 나타내는 수론적 함수로 정의하자. 또한 {\displaystyle H(1)=1}로 정의하자. 이 {\displaystyle H(n)} 함수에 대해, 니븐 상수는 다음과 같이 정의된다:
{\displaystyle \lim _{n\to \infty }{{1} \over {n}}\sum _{k=1}^{n}H(k)=1+\sum _{k=2}^{\infty }\left(1-{{1} \over {\zeta (k)}}\right)=1.705211\dots }
여기서 {\displaystyle \zeta (s)}는 리만 제타 함수이다(Niven, 1969).
같은 논문에서, 니븐은
{\displaystyle \sum _{j=1}^{n}h(j)=n+c{\sqrt {n}}+o({\sqrt {n}})}
임도 보였다. 여기서 {\displaystyle h(n)}은 양의 정수 n의 소인수분해에 나타나는 가장 작은 지수를 나타내는 수론적 함수로 정의되며, {\displaystyle h(1)=1}이다. 또한, {\displaystyle o}는 작은 o 표기법을 나타내며 상수 {\displaystyle c}의 값은
{\displaystyle c={{\zeta \left({{3} \over {2}}\right)} \over {\zeta (3)}}}
이다. 니븐의 식으로부터,
{\displaystyle \lim _{n\to \infty }{{1} \over {n}}\sum _{j=1}^{n}h(j)=1}
을 얻을 수 있다.

## 리만 제타 함수의 특수 값
{\displaystyle \zeta ({-1})=-{1 \over 12}}
{\displaystyle \zeta ({0})=-{1 \over 2}}
{\displaystyle \zeta \left({{1} \over {2}}\right)\approx -1.4603545....(OEISA059750)}
{\displaystyle \zeta (1)=1+{1 \over 2}+{1 \over 3}+....=\infty }
{\displaystyle \zeta \left({{3} \over {2}}\right)\approx 2.612....(OEISA078434)}
{\displaystyle \zeta ({2})={\pi ^{2} \over {6}}=1.645....(OEISA013661)}
{\displaystyle \zeta ({3})=1.202....(OEISA002117)}

## 같이 보기
- 수학 상수
- 리만 제타 함수

## 참고
- Niven, Ivan M. (August 1969). “Averages of Exponents in Factoring Integers”. 《Proceedings of the American Mathematical Society》 22 (2): 356–360. doi:10.2307/2037055. JSTOR 2037055.
- Steven R. Finch, Mathematical Constants (Encyclopedia of Mathematics and its Applications), Cambridge University Press, 2003